# 兴安益母草
兴安益母草（学名：Leonurus tataricus）为唇形科益母草属下的一个种。种加名 tataricus 意为“鞑靼的”。